# Verlan
Verlan [vɛʁ.lɑ̃] ist eine in der französischen Jugendsprache verbreitete Spielsprache, in der die Silben umgekehrt werden. Selbst die Bezeichnung Verlan ist schon im Verlan verfasst, sie kommt nämlich vom französischen à l’envers [lɑ̃.vɛʁ] (umgekehrt). 
Viele Wörter sind in das umgangssprachliche Französisch übernommen worden, wie beispielsweise Beurs (zu Arabes) anstatt Maghrébins. Da auf diese Weise die kryptische Funktion verloren ging, wurden die Wörter nochmals verlanisiert; im Beispiel: arabe → beur → rebeu.
Ursprünglich wurde Verlan von Gaunern gesprochen, um die Polizei zu verwirren. Als 1978 der Liedermacher Renaud mit Laisse béton (Verballhornung von laisse tomber, dt. lass gut sein) landesweit erfolgreich war, wurde die Sprache insbesondere unter den Jugendlichen der Pariser Vorstädte sehr populär.
Die besondere Schwierigkeit für das Verständnis des Verlan besteht darin, zu erkennen, welche Silben verdreht werden, und dass gegebenenfalls die ursprünglichen Wörter bereits aus der Umgangssprache stammen. Selbst einsilbige Wörter können verdreht werden, indem sie überdeutlich ausgesprochen und nach dem Umdrehen der Silben wieder auf ein einsilbiges Wort verkürzt werden (wie mec (franz. Typ) = me-keu → keume → keum).
Eine weitere Methode des Verlan ist folgende: Man nimmt den ersten und letzten Konsonanten eines Wortes, dreht diese um und setzt ein „eu“ ein. Beispiel: femme (Frau) m-f meuf.

## Aufbau
Verlan ist eine gesprochene Sprache, keine Schriftsprache, und berücksichtigt nur selten die offizielle Rechtschreibung. Einige Ausnahmen:
- tromé = métro – Metro
- chébran = branché – in (auf dem letzten Stand der Mode)
- ouf = fou – verrückt
- teubé = bête – dumm

In der Regel bezieht sich das Verlan auf die Phonetik:
- relou = lourd – lästig, penetrant
- laisse béton = laisse tomber – lass’ sein, vergiss es
- zarbi = bizarre – merkwürdig
- bedo = daube[2] – Gras, Marihuana

Gelegentlich muss ein Vokal eingefügt werden, um einen Endkonsonanten aussprechen zu können. In dem Fall wird ein Schwa (geschrieben eu) eingesetzt, z. B.:
- keum = mec – Typ
- meuf = femme – Frau
- keuf = flic – ugs. für Polizist (hier verschwindet bei der Drehung meistens das li);

In einigen Fällen entwickelt sich das Verlan von einem Begriff, der bereits dem Verlan angehört:
- reubeu = beur = arabe – Araber

Die Konsonanten des ursprünglichen Wortes bleiben unberührt, die Vokale wurden jedoch verändert.
Dreisilbige Wörter können auch gedreht werden, wobei man drei verschiedene Verfahren kennt:
- Umgekehrte Reihenfolge der Silben: Gaitupor = Portugais – Portugiese
- Versetzen der ersten Silbe an das Wortende: Caillera = Racaille – Pöbel, Pack
- Vorziehen der letzten Silbe an den Anfang: Léancu = Enculé – Mistkerl

## Verlan-Wörter als Label
- Gotan Project, Name einer Pariser Musikgruppe, Verlanisierung der Tanzbezeichnung Tango
- Stromae, Name eines Rappers, Verlanisierung von Maestro
- 20syl, Name eines Rappers und Produzenten, Verlanisierung von Sylvain